# 愛媛県道259号信里伊予平野停車場線
愛媛県道259号信里伊予平野停車場線 （えひめけんどう259ごう のぶさといよひらのていしゃばせん）は、愛媛県西予市から大洲市に至る一般県道である。

## 概要
西予市宇和町信里から大洲市平野町野田に至る。

### 路線データ
- 起点：西予市宇和町信里（国道56号交点）
- 終点：大洲市平野町野田（JR四国予讃線 伊予平野駅前）
- 未開通区間：西予市宇和町久保 - 大洲市北裏

## 路線状況

### 重複区間
- 国道197号（大洲市平野町野田）

### 道路施設

#### 橋梁
- 野田橋（滝の宮川、大洲市）
- 坂田橋（野田本川、大洲市、国道197号重複区間内）
- 平野橋（野田本川、大洲市）

## 地理

### 通過する自治体
- 愛媛県
  - 西予市 - 大洲市

### 交差する道路
| 交差する道路                | 市町村名 | 交差する場所 | 交差する場所 |
| --------------------------- | -------- | ------------ | ------------ |
| 国道56号                    | 西予市   | 宇和町信里   | 起点         |
| 愛媛県道235号野佐来八幡浜線 | 大洲市   | 北裏         |              |
| 国道197号 重複区間起点      | 大洲市   | 平野町野田   |              |
| 国道197号 重複区間終点      | 大洲市   | 平野町野田   |              |

### 沿線
- 大洲総合運動公園
- 大洲平野郵便局
- JR四国予讃線 伊予平野駅